# Enteropogon longiaristatus
Enteropogon longiaristatus là một loài thực vật có hoa trong họ Hòa thảo. Loài này được (Napper) Clayton mô tả khoa học đầu tiên năm 1982.